# She's Not Him
«She's Not Him» —en español: «Ella no es él»— es una canción de la cantante y compositora estadounidense Miley Cyrus incluida en su sexto trabajo discográfico Younger Now (2017). Líricamente la canción hace referencia a la breve relación que la cantante tuvo con la modelo de Victoria's Secret, Stella Maxwell tras haber roto con su prometido, el actor Liam Hemsworth.

## Antecedentes
El 5 de julio de 2015, el portal estadounidense TMZ.com dedicado a las noticias sobre celebridades, publicó un vídeo en donde Cyrus se besaba con Stella Maxwell, modelo de la marca de ropa interior Victoria's Secret en plena calle. Semanas después, la intérprete de «Party in the U.S.A.» confirmó su relación con la modelo. Para finales de agosto de ese mismo año, diferentes medios de comunicación creían en la teoría de una posible ruptura de la pareja pues Maxwell publicó una fotografía en sus respectivas redes sociales junto a la actriz estadounidense Lily-Rose Depp mientras posaban de manera coqueta. Ese mismo día, Cyrus publicó una foto en donde se la veía sola en su hogar. Esa fue la única evidencia de esta supuesta ruptura. Después de dicho hecho no se las volvió a ver juntas. En el último semestre de 2016, se hizo público que Cyrus y Hemsworth le habían dado una segunda oportunidad al hecho de estar juntos. El 26 de julio de 2017, la cantante publicó una fotografía en la red social, Instagram en donde se la veía sonriendo mientras tocaba la guitarra. La descripción de la foto decía así: "Parece que todo lo que puedo hacer... es escribir canciones sobre ti", dando a entender que su nuevo trabajo discográfico, el cual todavía no estaba anunciado, estaría mayormente inspirado por la relación con Hemsworth.

## Anuncio del tema
El 18 de agosto de 2017, acompañando el lanzamiento del segundo sencillo del álbum, de nombre Younger Now, Cyrus reveló la portada de su nuevo álbum en el cual se puede apreciar la lista de canciones en la portada misma. En ella, se podía apreciar a «She's Not Him» como la décima canción de su sexto trabajo discográfico.
El 20 de septiembre de ese mismo año, en medio de la cuenta atrás del álbum, Cyrus lanzó en redes sociales un adelanto de 16 segundos de duración. Desde aquel momento en adelante, los medios de comunicación empezaron a especular sobre la teoría ya nombrada anteriormente.

## Recepción de la crítica
A pesar de no ser ni sencillo oficial ni sencillo promocional del disco, «She's Not Him» fue puntuada y resaltada por la crítica tras el lanzamiento de Younger Now. Vulture, portal web estadounidense llamó al tema como "uno de los más rústicos y calmados del álbum".
Cryptic Rock catalogó a «She's Not Him» como "una apacible oda a querer amar a una persona especial cuando su corazón por desgracia siempre pertenecerá a otro".

## Presentaciones en directo
Hasta el momento, «She's Not Him» solo ha sido presentada en directo una única vez. Esta vez corresponde a la fiesta de lanzamiento de Younger Now, celebrada el 29 de septiembre de 2017 en la ciudad estadounidense de Nashville. Ese mismo día, Cyrus la presentó de manera virtual mientras realizaba un directo en Instagram en donde también cantó otras canciones de su más reciente álbum además de su éxito del año 2009, «The Climb» el cual interpretó por primera vez en más de 6 años.